# Nova Suábia

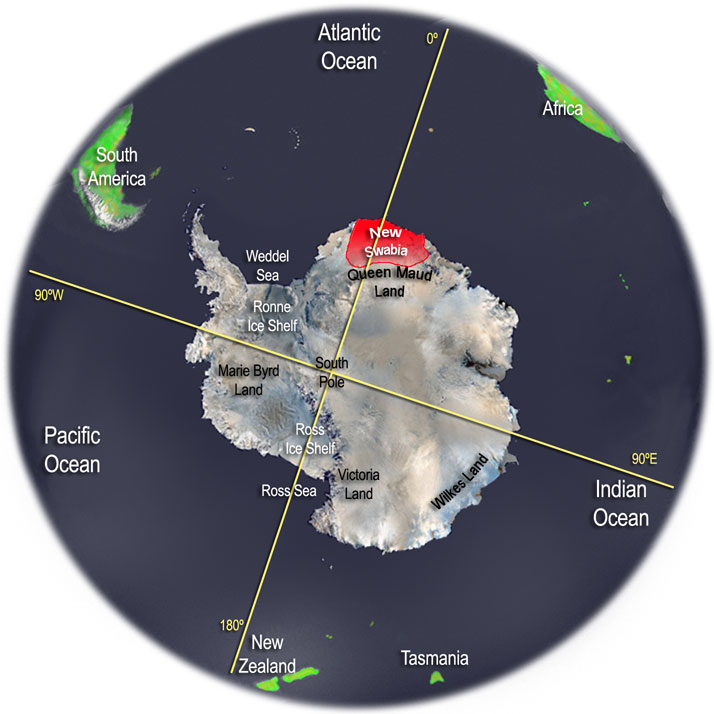
Imagem de satélite destacando onde seria a Nova Suábia.

Nova Suábia (em alemão:  Neuschwabenland) é uma região da Antártida que foi reivindicada pelo Terceiro Reich entre 19 de janeiro de 1939 e 8 de maio de 1945.

## Expedições
Assim como outros países, a Alemanha enviou várias expedições de caráter científico à Antártica no período entre o final do século XIX e início do século XX. As expedições do século XIX incluíam estudos de astronomia, meteorologia e hidrologia e ocorreram no Oceano Antártico, Geórgia do Sul, Ilhas Kerguelen e nas ilhas Crozet, a maioria em cooperação com cientistas de outros países. Porém, no final do século XIX os alemães começaram a se dedicar sozinhos pelos seus interesses na Antártica.
A primeira expedição alemã, Gauss, (1901-1903) foi liderada pelo geólogo e professor Erich von Drygalski e foi a primeira expedição a utilizar um balão de ar quente na Antártica. A segunda expedição (1911-1912), liderada por Wilhelm Filchner, tinha por objetivo cruzar a Antártica. A tentativa falhou, mas a expedição descobriu a plataforma de gelo Filchner e a costa Luitpold.

## Expedição Nova Suábia
A terceira expedição alemã (1938-1939) foi liderada por Alfred Ritscher. O objetivo principal era garantir uma área para uma estação de navios baleeiros, que fazia parte de um plano para aumentar a produção de óleo da Alemanha. O óleo de baleia era o material mais importante para a fabricação de margarina e sabão, a Alemanha era a segunda maior compradora de óleo norueguês e importava cerca de 200 000 toneladas anualmente.
Em 17 de dezembro de 1938 a expedição "Nova Suábia" partiu de Hamburgo em direção à Antártica a bordo do Schwabenland, um cargueiro capaz de lançar aviões. A expedição tinha 33 membros além da tripulação do navio composta por 24 pessoas.
Em janeiro de 1939, o navio chegou a uma área já reclamada pela Noruega, conhecida como Terra da Rainha Maud, iniciando mesmo assim o mapeamento a região. Nas semanas seguintes foram feitos 15 voos pelos dois aviões do navio em uma área de 600 000 km², de onde foram tiradas mais de 11 000 fotografias aéreas. Para declarar a posse alemã da recém-criada "Nova Suábia", três bandeiras foram colocadas ao longo da costa e outras 13 foram lançadas dos aviões no interior do território.
Outras duas expedições foram agendadas para 1939-1940 e 1940-1941, tendo por objetivo encontrar lugares propícios para a caça às baleias e aumentar o território alemão na Antártica, além de estudar a possibilidade de instalar bases navais no Atlântico Sul e no Oceano Índico.

## Pós-guerra
Ao fim da guerra, nenhuma das reivindicações territoriais da Alemanha foram reconhecidas. Hoje a estação Neumayer, atual base alemã na Antártica, está localizada dentro do território que seria a "Neuschwabenland".